# Cratere Lofn
Lofn è un cratere sulla superficie di Callisto. Ha un diametro di circa 200 km ed è sovrapposto ad Adlinda.
I depositi brillanti del cratere coprono circa il 30% della superficie di Adlinda. Il cratere è un esempio di quei crateri da impatto che presentano un fondo piatto e rappresentano in qualche modo l'elemento di transizione tra i grandi bacini da impatto presenti su Callisto ed i crateri più piccoli.

## Geologia

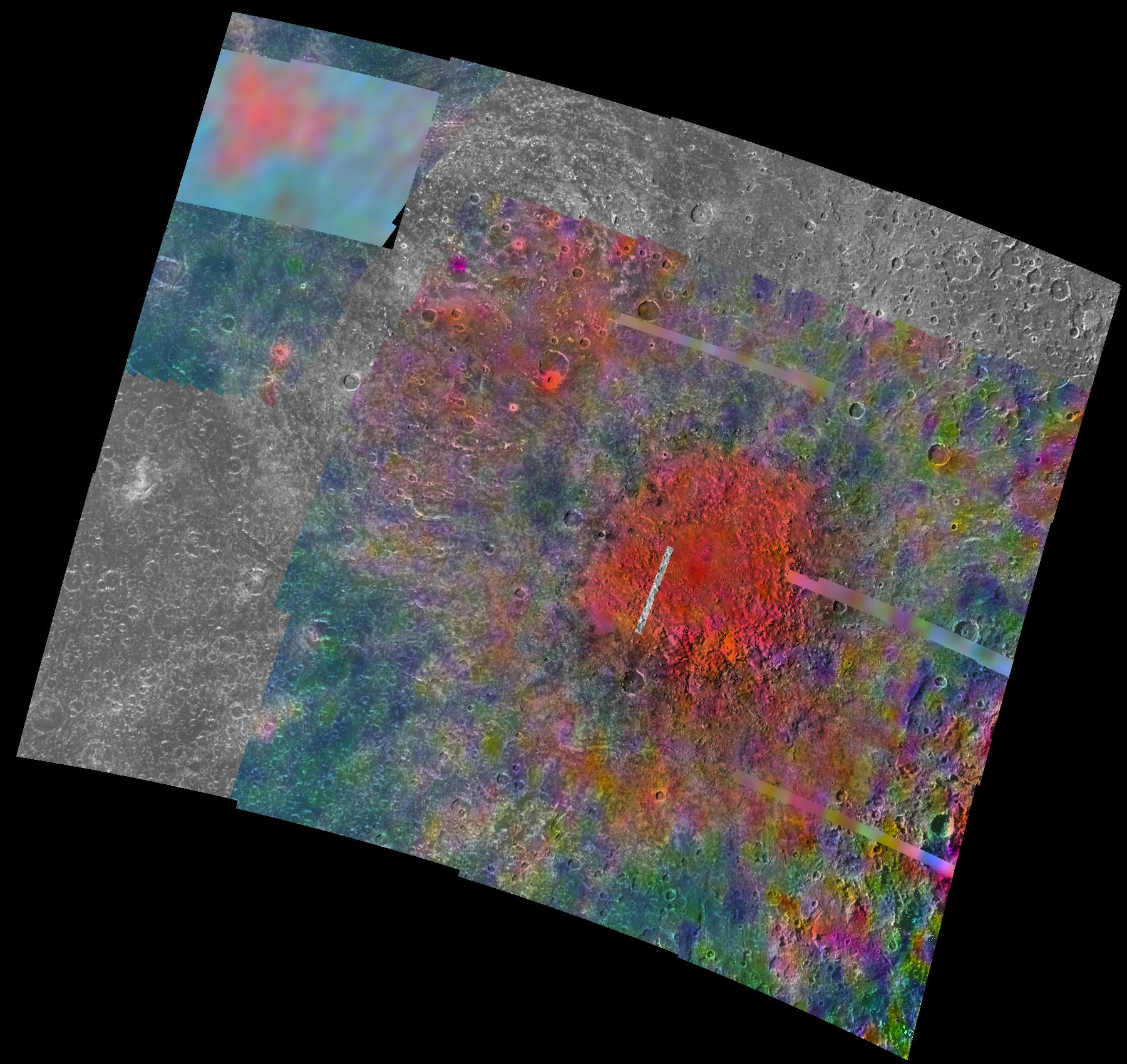
Composizione in falsi colori di immagini nel vicino infrarosso e nel visibile. Il rosso caratterizza superfici più ricche di ghiaccio, mentre il blu quelle che ne sono più povere

Il cratere e l'area immediatamente circostante possono essere rilevate diverse unità geologiche. Tra queste c'è la zona brillante e grosso modo circolare posta al centro del cratere e un anello asimmetrico di rilievi collinosi che la circonda e che è presumibilmente quanto rimane dell'originario margine del cratere. Oltre a questo anello sono identificabili due altri anelli più lontani dal centro composti di depositi di materiale eiettato nel corso dell'impatto che originò il cratere.
La zona centrale di Lofn (100–120 km di diametro) corrisponde al pavimento del cratere e giace circa 0.6 km più in basso delle pianure circostanti. Lofn se confrontato con altri crateri di diametro analogo non è molto profondo. Questo è il motivo per cui viene etichettato come cratere piatto.. Il margine che circonda l'area centrale del cratere consiste in una serie di massicci collinosi distribuiti casualmente su una fascia di circa 50 km che appare chiazzata in alcune zone.
Gli anelli discontinui e asimmetrici di materiali eiettati nel corso dell'impatto originario sono più spessi a sud-est del cratere, dove arrivano fino ad una distanza di più di 300 km dal centro di quest'ultimo. I materiali più esterni in questa zona sono di colore scuro, in particolare nell'area a nord-ovest di Lofn. Alcune chiazze di materiali associati a Loft sono stati rinvenuti nelle pianure circostanti il cratere fino ad una distanza di 490 km dal centro.
Lofn è uno dei più recenti crateri da impatto di Callisto. Tutte le strutture geologiche ad esso riconducibili contengono infatti un numero molto ridotto di piccoli crateri da impatto successivi rispetto ad altre zone. La sua età è stimata in 1,39–3,88 miliardi di anni; il margine di incertezza risente della velocità di craterizzazione della superficie di Callisto utilizzata per effettuare la stima dell'età.